# Dálnice Evropa
Dálnice Evropa (bulharsky Автомагистрала Европа  – Avtomagistrala Evropa) je dálnice v západním Bulharsku. Nese označení A6 a má spojovat dálnici Chemus se Srbskem. Běží souběžně se silnicí první třídy I-8, po níž vede evropská silnice E80, a dopravně ji po svém dokončení zcela nahradí.
Z plánovaných 64 km je 25 km v provozu a 19 km ve výstavbě s tím, že na části rozestavěných úseků je dálnice zprovozněna obousměrně v jednom pásu. Plánuje se dokončení zbylých 20 km.

## Jméno
Dálnice se původně oficiálně jmenovala Kalotina–Sofie (Автомагистрала Калотина–София), podle svých krajních bodů: hraničního přechodu, který nese jméno po dědině Kalotina ležící 2 km východně od něj, a Sofijského okruhu. Současný název nese od roku 2018, kdy byla přejmenována podle cíle provozu od Sofie.

## Trasa
Dálnice má km 0,000 u hraničního přechodu Kalotina v nadmořské výšce 485 m. Až k dočasnému sjezdu na silnici I-8 mírně stoupá. Rozestavěný úsek stoupá až do hor průsmyku (740 m n. m.) u města Dragoman. Trasa zde vede po státní silnicí I-8, která bude po úpravě sloužit jako jeden z jízdních pásů dálnice. Poté už ve své definitivní stopě postupně klesá ke Slivnici v nadmořské výšce kolem 600 m a nedaleko za ní provizorně končí. Dalších 20 km existuje pouze v projektech. Poslední zprovozněný úsek (dříve nazývaný Severní rychlostní tangenta) vede převážně městskou krajinou v nadmořské výšce zhruba 530 m je na něm rozestavěno několik křižovatek.

## Historie výstavby

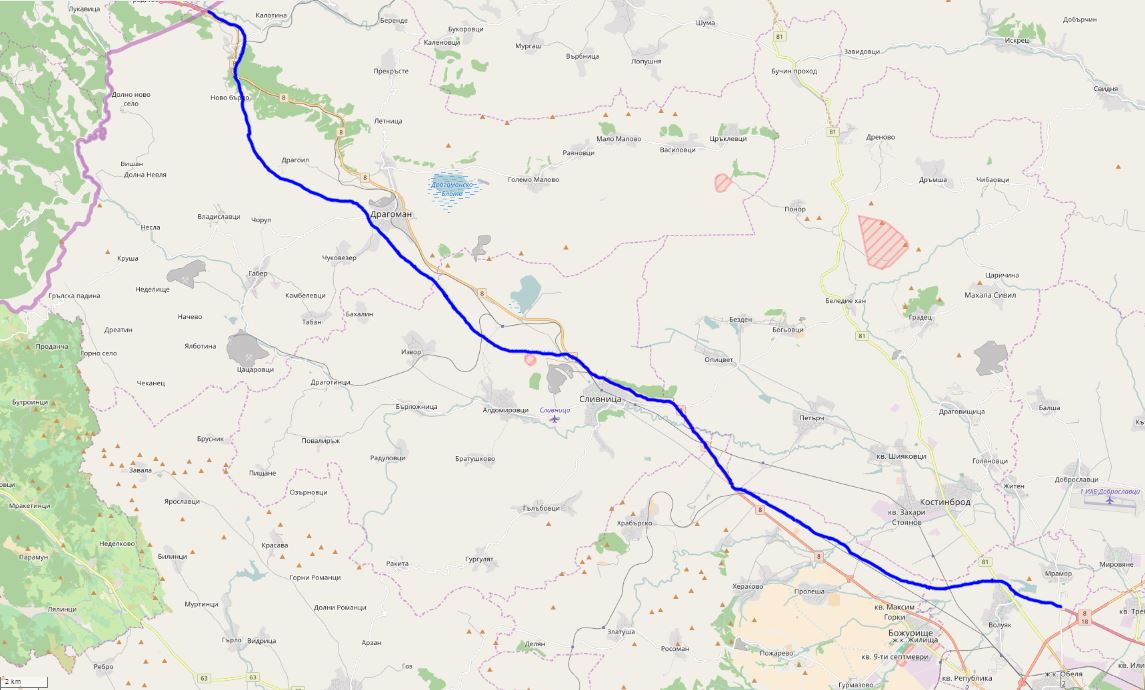
Plánovaná trasa původní dálnice Kalotina

Podle původních úvah měla na hranice Srbska vést prodloužená dálnice A1. Kvůli problematickému přeznačení její kilometráže bylo rozhodnuto, že tento úsek od hranic bude samostatná dálnice a že ponese označení A7. Její konec byl učen na Sofijském okruhu.
V říjnu 2012 vypsala agentura Silniční infrastruktura soutěž na projekt a výstavbu (Design & Build) prvních 31,5 km trasy (km 1,000 až km 32,447). Přihlásilo se deset uchazečů a předpokládalo se, že výstavba bude zahájena v roce 2013 s odhadovanými náklady 200 miliónů leva. Soutěž nebyla vyhodnocena a v říjnu 2013 byla zrušena, protože prostředky z operativního programu „Doprava“ 2007-2013 již byly přiděleny jinam.
V listopadu 2013 bylo oznámeno, že výstavba bude spolufinancována z programu Connecting Europe Facility částkou 40 miliónů € a že soutěž bude vyhlášena v příštím roce. V květnu 2014 byla soutěž vyhlášena znovu s tím, že trasa byla rozdělena do dvou úseků (první km 1,000 – km 15,500 a druhý km 15,500 – km 32,447),, ale v srpnu byla i tato soutěž zrušena.
V červenci 2015 vypsala agentura Silniční infrastruktura soutěž na koncepční projekt v úseku mezi km 32,447.20 a km 48,611.93. Nabídky od 10 uchazečů z 11, kteří splnili kvalifikační předpoklady, se pohybovaly od 284 520 leva do 554 640 leva včetně DPH. Jako nejvýhodnější byla vybrána nabídka firmy Transconsult-22 za 240 000 leva (bez DPH), která získala komplexní hodnocení 100 bodů, a 22. března 2016 s ní byla podepsána smlouva se lhůtou zpracování 180 dní.
V září 2016 byl zprovozněn západní oblouk Sofijského okruhu umožňující dopravní napojení silnice I-8 na Sofijský okruh.
V září 2017 byla vyhlášena veřejná soutěž na projekt a výstavbu (Design & Build) 1. dílu. Bylo podáno 13 nabídek, přičemž pouze 4 splňovaly požadavky. Nejnižší cenu nabídlo sdružení Strabag BPA (Strabag EAD + Strabag Polsko + Bitumina GmbH-Bulharsko) – 137 491 883,28 leva a nejvyšší GBS Infrastructure Construction – 141 502 699,24 leva (oboje bez DPH). Nabídka sdružení Strabag BPA byla vyhodnocena jako nejvýhodnější s komplexním hodnocením 99,80 bodů a 15. listopadu 2018 s ním byla podepsána smlouva se lhůtou výstavby 852 kalendářních dnů, z toho 122 na přípravu technického návrhu.
V září 2017 byla vyhlášena veřejná soutěž na projekt a výstavbu (Design & Build) 2. dílu. Z podaných nabídek mělo nejnižší cenu sdružení GBS Infrastrukturno stroitelstvo – 97 800 298,60 leva a nejvyšší sdružení Geopǎt Zapad (Pǎtstroj-92 + Geostroj) – 113 823 688,90 leva (oboje bez DPH). Nabídka GBS Infrastrukturno stroitelstvo byla vyhodnocena jako nejvýhodnější a 28. prosince 2018 s ním byla podepsána smlouva se lhůtou výstavba 910 kalendářních dnů, z toho 180 na přípravu technického návrhu.
23. února 2018 bylo vydáno stavební povolení na část 1. dílu od km 4,420 do km 6,100.
V únoru 2018 byla vyhlášena veřejná  soutěž na stavební dozor při výstavbě 2. dílu. Bylo podáno 9 nabídek, přičemž pouze 4 splňovaly požadavky. Nejnižší cenu nabídlo sdružení EN AR Pătkonsult – 1 578 520 leva a nejvyšší firma Pătinvest-Inženering – 1 966 230 leva (oboje bez DPH). Nejvyšší ohodnocení (93,94 bodů) získala nabídka sdružení Plan Invest Kalotina (Plan Invest Plovdiv + PN Konsult 2017 EOOD + Search Corporation) s cenou 1 860 300 leva (bez DPH) a 24. dubna 2019 s ním byla podepsána smlouva s předpokládanou délkou plnění 1 460 dní.
V březnu 2018 byla vyhlášena veřejná soutěž na stavební dozor při výstavbě 1. dílu. Bylo podáno 7 nabídek, přičemž pouze 3 splňovaly požadavky. Nejnižší cenu nabídlo sdružení Nadzor Kalotina – SOP (Transkonsult-BG + Pătinvest-Inženering) – 3 090 500 leva a nejvyšší sdružení Kalotina Konsultanti – 3 604 400 leva. Nabídka sdružení Nadzor Kalotina – SOP byla vyhodnocena jako nejvýhodnější s komplexním hodnocením 100 bodů a 17. června 2019 s ním byla podepsána smlouva s předpokládanou délkou plnění 910 dní.
Podle rozhodnutí vlády ze dne 27. prosince 2018 byla dálnice přejmenována na současný název a přeznačena na A6, přičemž označení A7 bylo přiděleno plánované dálnici Ruse - Veliko Tǎrnovo.
15. května 2019 bylo vydáno stavební na většinu 2. dílu od km 15,500 do km 30,170.
23. května 2019 byla zahájena výstavba 2. dílu dálnice.
7. listopadu 2019 bylo vydáno stavební povolení na zbytek 2. dílu od km 30,170 do km 32,447 20 s dočasným připojením.
V listopadu 2019 byla vyhlášena veřejná soutěž na záchranný archeologický výzkum lokality mezi km 18,720 a km 18,800, v níž zvítězil Národní archeologický ústav za cenu 101 112 leva (včetně DPH) a 22. ledna 2020 s ním byla podepsána smlouva se lhůtou plnění 365 dnů.
13. února 2020 byla zahájena výstavba 1. dílu dálnice. 
9. června 2020 bylo vydáno stavební povolení na dvě části 1. dílu od km 1,000 do km 4,420 a od km 6,100 do km 15,500.
11. listopadu 2020 byl zprovozněn 2. díl dálnice.
V únoru 2021 byla vyhlášena soutěž na dodavatele stavby 3. dílu (km 32,447 20 až km 48,903). Bylo podáno 10 nabídek, přičemž jako nejvýhodnější byla vybrána nabídka sdružení Evropa-2022, vedeného firmou Glavbolgarstroj, s komplexním hodnocením 100 bodů. 22. prosince 2021 s ním byla podepsána smlouva v ceně 222 466 239 leva (bez DPH) se lhůtou výstavby 660 kalendářních dnů.
V září 2021 byla vyhlášena veřejná soutěž na stavební dozor při výstavbě 3. dílu s předpokládanou cenou 4 982 973 leva (bez DPH). Nejnižší cenu nabídlo sdružení Kalotina 3 – 2 389 990 leva a nejvyšší sdružení Evropa (Pătinvest-Inženering + Strojnorm + RG Consulting) – 4 666 666 BGN (oboje bez DPH). Jako nejvýhodnější byla vybrána nabídka sdružení Evropa s komplexním hodnocením 94,16 bodů a 27. července 2022 s ním byla podepsána smlouva s předpokládanou dobou plnění 710 dní.

### Fázování výstavby dálnice
Z investičního hlediska výstavba dálnice sestává ze tří dílů (лот – lot), přičemž do nich nebyl začleněn úsek těsně u hranic, který byl financován z jiných zdrojů, ani úsek na konci dálnice (km 48,612 až km 63,600) původně nazývaný severní rychlostní tangenta, který byl k dálnici přiřazen později. Na druhé straně byl k dálnici investičně přičleněn západní oblouk (bulharsky западна дъга – zapadna dǎga) Sofijského okruhu umožňující dopravní napojení dálnice, který byl původně nazýván díl 1.
- díl 1 – úsek mezi km 1,000 a km 15,500[16]
- díl 2 – úsek mezi km 15,500 a km 32,447[16]
- díl 3 – úsek mezi km 32,447 a km 48,612 (křižovatka se Sofijským okruhem)

### Severní rychlostní tangenta
Tento úsek dálnice (km 48,612 až km 63,600) byl postaven samostatně a nazýval se bulharsky severna skorostna tangenta (северна скоростна тангента). Součástí dálnice Evropa se stal rozhodnutím vlády z konce roku 2018.
Na konci roku 2012 byla vyhlášena veřejná soutěž na projekt a výstavbu (Design & Build) a zahájení stavebních prací se předpokládalo v roce 2013. Z důvodu vyčerpání finančních prostředků v rámci Operačního programu „Doprava“ byly v květnu 2013 finanční prostředky přesměrovány do operačního programu „Regionální rozvoj“. Původně bylo jako dodavatel vybráno konsorcium italských společností Salini – Impregillo, ale výběr byl soudně napaden a výrokem soudu následně zrušen. V novém výběru uspělo sdružení bulharských firem HPVS-FTA a  17. února 2014 s ním byla podepsána smlouva za cenu necelých 150 miliónů leva (bez DPH) se lhůtou plnění 18 měsíců, přičemž dílo nezahrnovalo výstavbu křižovatky na západním oblouku Sofijského okruhu, tedy skutečná délka byla snížena na 15,1 km.
Příprava výstavby se zpozdila kvůli problémům s vyvlastňováním nemovitostí podél trasy dálnice a začala až 18. února 2015. Prvních zhruba 13 km, rozdělených do dvou úseků (mezi Botevgradským šose a bulvárem Lazara Michajlova a od západního oblouku okruhu k silnici do čtvrti Trebič), bylo uvedeno do provozu 30. prosince 2015. 
Severní tangenta byla plně zprovozněna 28. dubna 2016.

## Technické parametry
Návrhová rychlost dálnice je 100 km/h mezi staničením km 1,000 až km 15,500. Odtud je návrhová rychlost 110 km/h. Pro nižší návrhovou rychlost má příčný profil šířku 25,5 m (4 jízdní pruhy o šířce 3,5 m; 4 vodicí proužky o šířce 0,5 m; 3m střední dělicí pruh; 2 krajnice o šířce 1, 5m) a pro vyšší 27 m (4×3,75; 4×0,5; 3,5; 2×1,5).